# Бобржецький Олексій Олександрович
Бобржецький Олексій Олександрович — учитель латинської мови у Нижньогородській гімназії. В 1848 закінчив філософський факультет Київського університету.
Тарас Шевченко в день приїзду до Нижнього Новгорода (20 вересня 1857) відвідав Бобржецького. Вони зустрілися протягом перебування поета в цьому місті.